# Aladár Gerevich
Aladár Gerevich (16 de marzo de 1910-14 de mayo de 1991) fue un deportista húngaro que compitió en esgrima, especialista en las modalidades de florete y sable.
Participó en seis Juegos Olímpicos de Verano entre los años 1932 y 1960, obteniendo en total diez medallas: siete de oro, una de plata y dos de bronce. Ganó 19 medallas en el Campeonato Mundial de Esgrima entre los años 1931 y 1959.
Fue el primer deportista olímpico en conseguir seis oros en seis Juegos Olímpicos distintos.

## Palmarés internacional
| Juegos Olímpicos   | Juegos Olímpicos             | Juegos Olímpicos  | Juegos Olímpicos    |
| Año                | Lugar                        | Medalla           | Prueba              |
| ------------------ | ---------------------------- | ----------------- | ------------------- |
| 1932               | Los Ángeles (Estados Unidos) | Medalla de oro    | Sable por equipos   |
| 1936               | Berlín (Alemania)            | Medalla de oro    | Sable por equipos   |
| 1936               | Berlín (Alemania)            | Medalla de bronce | Sable individual    |
| 1948               | Londres (Reino Unido)        | Medalla de oro    | Sable individual    |
| 1948               | Londres (Reino Unido)        | Medalla de oro    | Sable por equipos   |
| 1952               | Helsinki (Finlandia)         | Medalla de oro    | Sable por equipos   |
| 1952               | Helsinki (Finlandia)         | Medalla de plata  | Sable individual    |
| 1952               | Helsinki (Finlandia)         | Medalla de bronce | Florete por equipos |
| 1956               | Melbourne (Australia)        | Medalla de oro    | Sable por equipos   |
| 1960               | Roma (Italia)                | Medalla de oro    | Sable por equipos   |
| Campeonato Mundial |                              |                   |                     |
| Año                | Lugar                        | Medalla           | Prueba              |
| 1931               | Viena (Austria)              | Medalla de oro    | Sable por equipos   |
| 1933               | Budapest (Hungría)           | Medalla de oro    | Sable por equipos   |
| 1934               | Varsovia (Polonia)           | Medalla de oro    | Sable por equipos   |
| 1935               | Lausana (Suiza)              | Medalla de oro    | Sable individual    |
| 1935               | Lausana (Suiza)              | Medalla de oro    | Sable por equipos   |
| 1935               | Lausana (Suiza)              | Medalla de bronce | Florete por equipos |
| 1937               | París (Francia)              | Medalla de oro    | Sable por equipos   |
| 1951               | Estocolmo (Suecia)           | Medalla de oro    | Sable individual    |
| 1951               | Estocolmo (Suecia)           | Medalla de oro    | Sable por equipos   |
| 1953               | Bruselas (Bélgica)           | Medalla de oro    | Sable por equipos   |
| 1953               | Bruselas (Bélgica)           | Medalla de plata  | Sable individual    |
| 1953               | Bruselas (Bélgica)           | Medalla de bronce | Florete por equipos |
| 1954               | Luxemburgo (Luxemburgo)      | Medalla de oro    | Sable por equipos   |
| 1954               | Luxemburgo (Luxemburgo)      | Medalla de bronce | Florete por equipos |
| 1955               | Roma (Italia)                | Medalla de oro    | Sable individual    |
| 1955               | Roma (Italia)                | Medalla de oro    | Sable por equipos   |
| 1957               | París (Francia)              | Medalla de oro    | Sable por equipos   |
| 1958               | Filadelfia (Estados Unidos)  | Medalla de oro    | Sable por equipos   |
| 1959               | Budapest (Hungría)           | Medalla de plata  | Sable por equipos   |